# Phil Neal
Philip „Phil“ George Neal (* 20. Februar 1951 in Irchester/Northamptonshire, England) ist ein ehemaliger englischer Fußballspieler und war als Außenverteidiger der einzige Akteur in den Reihen des FC Liverpool, der in den ersten fünf Endspielen des Europapokals der Landesmeister, die Liverpool erreichen konnte, zum Einsatz kam.

## Sportlicher Werdegang
Neal erzielte einen Treffer per Elfmeter im ersten Finale des Landesmeisterwettbewerbs mit Liverpooler Teilnahme im Jahr 1977 gegen Borussia Mönchengladbach in Rom und verhalf dem Verein somit zum ersten Gewinn des höchsten europäischen Vereinspokals in der eigenen Geschichte. Auch bei den anschließenden Erfolgen 1978 und 1981, als im Endspiel sowohl der FC Brügge als auch Real Madrid jeweils mit 1:0 geschlagen werden konnten, stand Neal in der Liverpooler Mannschaft.
Während der vierten Endspielteilnahme im Jahr 1984 erzielte Neal erneut einen Treffer, in diesem Fall aus dem freien Spiel heraus, wobei die Partie gegen den AS Rom nach Ablauf der regulären Spielzeit 1:1 endete und nach Elfmeterschießen im FC Liverpool seinen Sieger fand. Im darauffolgenden Jahr verpasste er durch ein 0:1 in einem aufgrund der Katastrophe im Heysel-Stadion, bei der 39 Anhänger von Juventus den Tod fanden und eine lange Liverpooler Sperre im europäischen Vereinsfußball zur Folge hatte, unwichtig gewordenen Finale gegen Juventus Turin den fünften Titelgewinn im europäischen Landesmeisterwettbewerb.
Neal war bis zum Jahr 2005, als Liverpool die Champions League gewinnen konnte, der einzige Spieler in Reihen des Vereins, der an allen Endspielen des Wettbewerbs für den Klub teilgenommen hat und an allen Titelgewinnen beteiligt war.
Neal schloss sich Liverpool im Jahr 1974 an, nachdem er lange Zeit in den unteren englischen Spielklassen für Northampton Town aktiv gewesen war. Er war die erste Verpflichtung von Trainer Bob Paisley, der einen Ersatz für den in die Jahre gekommenen Chris Lawler suchte. Obwohl er zunächst einige Spiele auf der linken Seite absolvierte, sollte er sich später mehr als physisch starker und fleißiger Rechtsverteidiger einen Namen machen.
Er gewann 1976 seine erste von sieben englischen Meisterschaften, gemeinsam mit dem UEFA-Pokal. Im darauffolgenden Jahr gehörte er zu der Mannschaft, die ein einzigartiges Tripel aus Meisterschaft, FA Cup und europäischem Landesmeistertitel anstrebte. Nachdem die Meisterschaft erfolgreich hatte verteidigt werden können, verlor Liverpool jedoch im FA-Cup-Endspiel gegen Manchester United im Wembley-Stadion. Trotz dieser Enttäuschung erholte sich die Mannschaft gut und gewann nur kurze Zeit später die erste europäische Landesmeister-Trophäe.
Wie er durch seinen späten Treffer im Europapokalendspiel gezeigt hatte, war Neal ein guter Elfmeterschütze und hatte diese Rolle seit der Saison zuvor etatmäßig übernommen, obwohl er auch einen Strafstoß im emotionsgeladenen Merseyside-Derby gegen den FC Everton verschossen hatte. Aufgrund dieser Aufgabe erhöhte er das Torkonto während seiner Liverpooler Karriere auf 60 Treffer, das ansonsten für einen Defensivakteur seiner Spielweise ungewöhnlich hoch gewesen wäre.
Im Jahr 1978 verlor Liverpool mit Neal das Finale im Ligapokal gegen Nottingham Forest, verteidigte jedoch den europäischen Titel. Nur ein Jahr später gewann Liverpool erneut die englische Meisterschaft und wiederholte 1980 diesen Erfolg. Die Ligapokaltrophäe folgte dann 1981, gemeinsam mit dem dritten europäischen Landesmeisterpokal. Den Ligapokal verteidigte der Verein dann in den nächsten beiden Jahren und krönte dies jeweils mit dem Gewinn der englischen Meisterschaft.
In dieser ganzen Zeit verpasste Neal nicht ein einziges Ligaspiel für seinen Verein. Er absolvierte zwischen 1975 und 1983 365 Partien in Serie, bis er aufgrund einer Verletzung für ein Spiel aussetzen musste.
Im Jahr 1984 gewann Liverpool mit Neal den vierten europäischen Landesmeistertitel, wobei erneut die Meisterschaft und der Ligapokal hinzugefügt werden konnten. Neal war weiterhin Stammspieler während der gesamten Saison und wurde nach dem Weggang von Graeme Souness zu Sampdoria Genua von Trainer Joe Fagan zum Mannschaftskapitän ernannt.
Die anschließende Saison verlief jedoch unglücklich und Liverpool blieb, im Jahr nach der Heysel-Katastrophe und mit deutlich angeschlagenem Ruf, ohne Titelgewinn. Fagan trat danach als Trainer zurück und Neal verlor sein Kapitänsamt unter dem neuen Trainer Kenny Dalglish, der Alan Hansen bevorzugte.
Neal begann die Saison auf seiner angestammten Position, wurde jedoch bald durch Steve Nicol, einem jungen schottischen Abwehrspieler, ersetzt. Kurze Zeit später verließ Neal dann nach 11 Jahren in Anfield den Verein, um bei den Bolton Wanderers als Spielertrainer zu arbeiten. Als Liverpool im Jahr 1986 dann erneut die Meisterschaft gewinnen konnte, erhielt Neal, aufgrund der zu Saisonbeginn absolvierten Spiele, seine achte Medaille. Der Gewinn des FA Cups durch Liverpool im gleichen Jahr stellte jedoch eine gewisse bittere Ironie für Neal dar, da dieser Pokal, den Liverpool im Jahr vor Neals Verpflichtung und im Jahr nach Neals Weggang gewinnen konnte, nie von Neal selbst errungen wurde.
Er beendete im Jahr 1989 seine Fußballerkarriere nach über 700 Ligaeinsätzen und 50 Länderspielen für England zwischen 1976 und 1983, in denen ihm fünf Tore gelangen. Lediglich Gary Neville wurde häufiger auf der rechten Außenverteidigerposition eingesetzt.
Neal verließ Bolton nach weiteren Trainerjahren und war Kotrainer unter Graham Taylor für die englische Nationalmannschaft. In dieser nicht von Erfolg gekrönten Zusammenarbeit wurde vor allem die mangelnde Durchsetzungskraft Neals und das Fehlen eigener Ansichten gegenüber Taylor kritisiert. Dies wurde vor allem in einem Dokumentarfilm von Channel 4 deutlich, den der Sender nach der Nichtqualifikation zur WM 1994 in den USA und dem darauf folgenden Rücktritt Taylors ausgestrahlte. Neal wurde in der Zukunft zu einer öffentlichen Zielscheibe von Spott, obwohl er weiterhin als Trainer arbeitete. Er verbrachte zwei Spielzeiten bei Coventry City und war danach noch bei Cardiff City und Manchester City aktiv.
In der jüngeren Vergangenheit trat Neal vor allem als Fußballexperte für diverse Fernseh- und Radioprogramme auf.

## Erfolge
- Europapokalsieger der Landesmeister: 1977, 1978, 1981, 1984
- UEFA-Pokal-Sieger: 1976
- Englischer Meister: 1976, 1977, 1979, 1980, 1982, 1983, 1984, (1986)
- Englischer Ligapokal-Sieger: 1981, 1982, 1983, 1984
- Community-Shield-Sieger: 1976, 1977*, 1979, 1980, 1982 *(geteilter Titel)